# Liste des maires d'Ille-sur-Têt
La liste des maires d'Ille-sur-Têt est :
| Période | Période | Identité              | Étiquette | Qualité |
| ------- | ------- | --------------------- | --------- | --- |
| 1790    | 1791    | Jean Llagone          |           | |
| 1791    | 1793    | Jacques Salamo        |           | |
| 1793    | 1794    | Jean-Baptiste Moynier |           | |
| 1794    | 1794    | François Dauriach     |           | |
| 1794    | 1795    | François Tarris       |           | |
| 1795    | 1798    | Jacques Mauran        |           | |
| 1798    | 1808    | Michel Clotes         |           | |
| 1808    | 1815    | Jean Boixo            |           | |
| 1815    | 1815    | François Dauriach     |           | |
| 1815    | 1825    | Jean Boixo            |           | |
| 1825    | 1826    | François Batlle       |           | |
| 1826    | 1830    | Jacques Abadie        |           | |
| 1830    | 1831    | François Dauriach     |           | |
| 1831    | 1837    | Jean de Lacour        |           | |
| 1837    | 1840    | Jean Chauvet          |           | |
| 1840    | 1848    | Jean de Lacour        |           | |
| 1848    | 1848    | Joseph Gravas         |           | |
| 1848    | 1848    | Jacques Illes         |           | |
| 1848    | 1848    | François Obert        |           | |
| 1848    | 1849    | Josep Boixo           |           | |
| 1849    | 1850    | Jean Nadal            |           | |
| 1850    | 1858    | François Obert        |           | |
| 1858    | 1867    | Jean Trullès          |           | |
| 1867    | 1870    | Victor de Lacour      |           | |
| 1870    | 1870    | Antoine Lavaill       |           | |
| 1870    | 1871    | Joseph Marty          |           | |
| 1871    | 1871    | Victor de Lacour      |           | |
| 1871    | 1874    | Joseph Marty          |           | |
| 1874    | 1876    | Raymond Amiel         |           | |
| 1876    | 1876    | Auguste Pinet         |           | |
| 1876    | 1877    | Frédéric Fillol       |           | |
| 1877    | 1878    | Charles de Lacour     |           | |
| 1878    | 1878    | Louis Nogués          |           | |
| 1878    | 1881    | Frédéric Fillol       |           | |
| 1881    | 1894    | François Baux         |           | |
| 1894    | 1895    | François Nicolau      |           | |
| 1895    | 1896    | Jean Galia            |           | |
| 1896    | 1900    | François Baux         |           | |
| 1900    | 1904    | François Aspès        |           | |
| 1904    | 1904    | François Baux         |           | |
| 1904    | 1922    | Étienne Batlle        | GRD       | Médecin, pharmacien, président de la Chambre de Commerce de Perpignan (1903-1908), conseiller général (1898-1922), député (1919-1924). |
| 1922    | 1923    | Fleix Ausseil         |           | |
| 1923    | 1927    | Louis Marqui          |           | |
| 1927    | 1935    | Jean Galia            |           | |
| 1935    | 1940    | Jacques Tixador       |           | |
| 1940    | 1941    | Aimé Saris            |           | |
| 1941    | 1944    | Pierre Blanc          |           | |
| 1944    | 1947    | Etienne Margaill      |           | |
| 1947    | 1954    | Jean Pons             |           | |
| 1954    | 1959    | Lucien Gély           |           | |
| 1959    | 1977    | Maurice Iché          | SFIO      | Instituteur, syndicaliste, ancien combattant, homme de culture.                                                                        |
| 1977    | 1983    | Lucette Pla-Justafré  | PCF       | Résistante, enseignante, syndicaliste                                                                                                  |
| 1983    | 2001    | Henri Soler           |           | |
| 2001    | 2009    | Henri Demay           | PS        | Contrôleur du Trésor public, Conseiller général, décédé en fonction.                                                                   |
| 2009    | présent | Willy Burghoffer      |           | |